# 麻酔後回復室

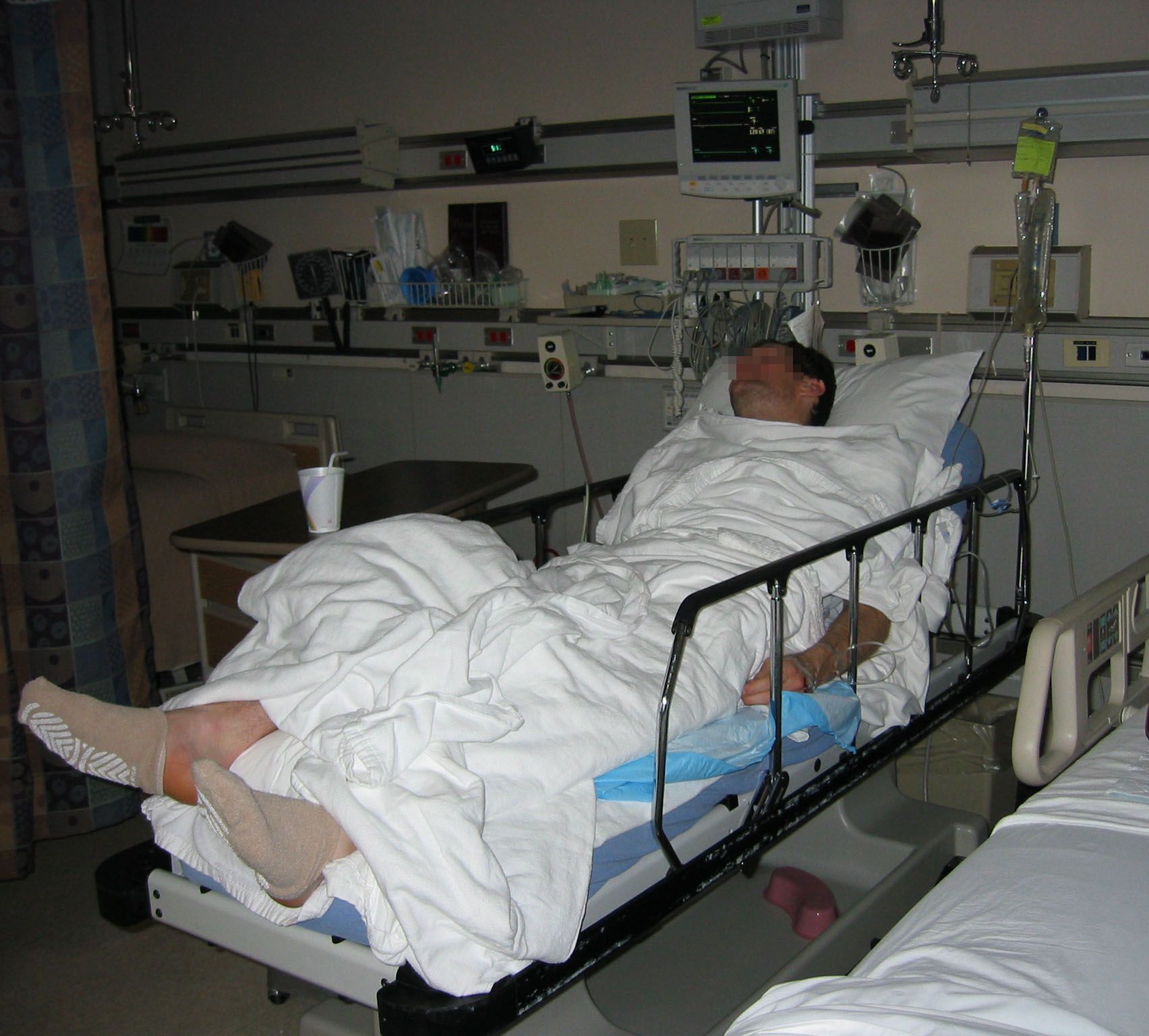
麻酔後回復室の患者

麻酔後回復室（ますいごかいふくしつ、post-anesthesia care unit: PACU）とは、麻酔下で行われた手術後の患者が一時的に滞在する部屋である。術後回復室あるいはリカバリールームとも呼ばれる。また、静脈麻酔下で行われた内視鏡検査後の患者も回復室に滞在する。全身麻酔、区域麻酔、または局所麻酔を受けた患者は、手術室からPACUに移送される。患者は通常、麻酔科医、看護師、およびその他の医療スタッフによってモニターされる。 手術室で投与された薬、処置中の血行動態がどうであったか、回復室で何が起こることが予想されるか、など、手術室スタッフから回復室スタッフへ、その施設で標準化された引き継ぎ手順に則って申し送りが行われる。 最初の病態を評価し、状態を落ち着かせた後、患者は、病室に戻されるまで、または日帰り手術の場合は、付き添い者に引き渡されるまで、潜在的な合併症についてモニターされる。

## 引き継ぎ
申し送り（英: handoff, or handover）または引き継ぎとは、ある医療従事者から別の医療従事者へ、核心的かつ重要な、患者の医学的な情報を伝達することである。その内容は病院、病棟、および患者情報のプレゼンテーションによって異なる。最も一般的に含まれる情報は以下の通りである。
- 患者の名前と生年月日
- アレルギー、既往歴、常用薬
- 術中経過
  - 麻酔前投薬
  - 薬剤の投与経路(静脈路、ゲージ、留置針の留置部位）
  - 麻酔方法
  - 気道の状態、筋弛緩薬、拮抗薬の使用有無
  - 投与された抗生剤、鎮痛薬、制吐薬
  - その他の薬剤
  - 輸液と循環血液量の状態
  - 合併症、懸念事項
- PACUスタッフがモニターできる、症例に特化した関連情報
- 麻酔後のケア計画に対する具体的な提言

## モニター
患者がPACUにいる間は、医療従事者により以下の項目が一貫してモニターされる。
- バイタルサイン (心拍数、血圧、体温、呼吸数)
- 心電図
- 酸素飽和度 (SpO2)
- 気道の開存性
- 精神状態
- 神経筋機能
- 術後痛
- 手術創からの出血は多くないか、汚染は無いか、創は腫れていないか（血腫の有無）

バイタルサインは、最初の15分間は5分ごとに測定される。PACUのスタッフは、心拍数と血圧が手術前の値（ベースライン値）の20%以内に保たれているか、呼吸数と酸素飽和度がその患者のベースラインに近いか、モニターする。
以下の項目がモニター対象に追加されることもある。
- 術後疼痛制御のための患者管理鎮痛法（PCA）装置を準備し、患者に使い方を教える。
- Preparation and administration of intravenous, epidural, or perineural infusions
- 末梢静脈カテーテル、硬膜外カテーテルの確認
- 動脈ライン、中心静脈カテーテル、心室造口術などの侵襲的モニタリング

## 術後合併症
吸入麻酔薬の使用量次第だが、、術後の吐き気と嘔吐（PONV）は、術直後に起こる最も一般的な合併症の1つである。 PONVが起こりそうな患者に対しては、患者は手術中からオンダンセトロンやデキサメタゾンなどの制吐薬を投与される 。 PONVに加えて、多くの異なる臓器系で発生する可能性のある多数の合併症があり、その中で最も脅威なのは呼吸器系と心血管系である（後述）

### 呼吸器系/気道合併症
リスク要因は、術前評価の際に合併症を評価するために考慮される。この要因には、慢性閉塞性肺疾患（COPD）、喘息、閉塞性睡眠時無呼吸症候群（OSA）、肥満、心不全、肺高血圧などが含まれる。
臨床徴候と症状は、例えば、呼吸数＞20回/分ならば、頻呼吸、逆に＜12回/分ならば、徐呼吸、酸素飽和度が93未満を低値として評価する。他に不安、せん妄、または興奮など、結果的に頻脈や高血圧を呈するものも評価される。
PACUでモニターされることのある、生命を脅かす術後合併症には以下のようなものがある。
- 喉頭痙攣
- 呼吸停止
- アナフィラキシー
- 異物
- 頚部の血腫
- 気管支痙攣
- 肺水腫
- 緊張性気胸
- 肺血栓塞栓症
- 無気肺

### 心血管系合併症
不整脈や血行動態不安定などの心血管合併症は、術後合併症の3番目に多いものである。術前に評価される危険因子には、うっ血性心不全、心臓弁膜症、心筋梗塞などの既存の心血管疾患の重症度が含まれる。 また、患者に最近外傷があったかどうか、出血、体液シフト、低血圧などの周術期ストレスの重症度も評価される。
臨床症状および徴候、特に血行動態の不安定性およびバイタルサインを示すものが、評価される。

#### 低血圧
周術期に循環血液量に影響を及ぼすような大きな手術を受ける患者は、体液シフトや大量出血により低血圧が生じるリスクがある。 大量出血が起こった可能性がある場合は、ヘモグロビン値を測定し、監視する。 治療には、血液喪失分をの血液製剤を濃厚赤血球して補充するか、電解質異常をモニターしながら乳酸リンゲル液、生理食塩水、またはその他の晶質液を補充する。時には、生命を脅かすような、出血性、敗血症性、心原性、そしてアナフィラキシー性ショックが生じることもある。

## 国ごとの違い
先進諸国では、古くからPACUは標準的に運営されており、それぞれPACUに関するガイドラインが存在する。オーストラリアではPACUを持たない施設はないと言われる。一方、日本では2012年から2015年の全国調査結果によれば、アンケートで回答のあった155施設のうち25施設のみPACUを運営していた。

## 関連文献
- “1.7 - PACU Setup and Requirements”. Global Reconstructive Surgery. Edinburgh: Elsevier. (2019). pp. 45–49. doi:10.1016/b978-0-323-52377-6.00007-0. ISBN 978-0-323-52377-6